# Рой Крішна
Рой Крішна (англ. Roy Krishna, фідж. гінді Roy Krishna нар. 20 серпня 1987, Лабаса, Фіджі) — фіджійський футболіст індійського походження, який грає на позиції нападника у індійському клубі «Бенгалуру», та національній збірній Фіджі.

## Клубна кар'єра
Рой Крішна народився у фіджійському місті Лабаса (за іншими даними — у Сіберіа), і є вихованцем юнацької команди «Олл Сейнс». У 2006 році став гравцем клубу «Лабаса» з однойменного міста, а наступного року став разом із командою чемпіоном Фіджі. У січні 2008 року перейшов до складу новозеландського клубу АСБ Прем'єршип «Уайтакере Юнайтед». Вже у травні 2008 року футболіст був запрошений на стажування до іншого новозеландського клубу «Веллінгтон Фенікс», який виступає у австралійській A-Лізі, проте контракт із футболістом не був підписаний, і він повернувся до «Уайтакере Юнайтед». У грудні 2008 року Рой Крішна у складі новозеландського клубу брав участь у клубному чемпіонаті світу, та зіграв у єдиному матчі «Уайтакере Юнайтед» на турнірі, у якому новозеландський клуб поступився австралійській команді «Аделаїда Юнайтед» із рахунком 1-2. У березні 2009 року футболіст отримав запрошення від нідерландського клубу ПСВ, проте футболіст відмовився переходити до ПСВ, мотивуючи це тим, що він не бажає вчити нідерландську мову, а чекає пропозицій від представників команд англомовних країн. Керівництво новозеландського клубу також відмовило представникам ПСВ, мотивуючи це тим, що футболіст ще не готовий до переходу в європейський клуб. У складі «Уайтакере Юнайтед» Крішна став п'ятиразовим чемпіоном Нової Зеландії, а у сезоні 2012—2013 став кращим бомбардиром АСБ Прем'єршип, відзначившись у 12 проведених матчах 14 забитими м'ячами. За підсумками сезону 2008—2009 Рой Крішна також визнавався кращим гравцем чемпіонату Нової Зеландії.
У вересні 2013 року Рой Крішна повідомив про свій перехід до стану одвічних суперників «Уайтакере Юнайтед» — клубу «Окленд Сіті» вже відразу після початку нового сезону новозеландського чемпіонату. 12 грудня 2013 року Рой Крішна забив єдиний гол оклендського клубу в матчі клубного чемпіонату світу проти марокканського клубу «Раджа», у якому «Окленд Сіті» поступився з рахунком 1-2, та став першим фіджійським футболістом, який забивав на офіційному турнірі ФІФА.
У січні 2014 року Рой Крішна став гравцем новозеландського клубу австралійської A-Ліги «Веллінгтон Фенікс». Клуб із Веллінгтона підписав фіджійського футболіста спочатку до кінця сезону 2013—2014 у зв'язку із травмою Пола Іфілла. 16 березня 2014 року він забив свій перший гол у австралійській першості у грі проти «Мельбурн Хартс». За підсумками цього матчу він був названий гравцем тижня А-ліги. 20 березня 2014 року Рой Крішна підписав новий дворічний контракт із «Веллінгтон Фенікс», а 29 лютого 2016 року продовжив контракт із веллінгтонським клубом ще на два роки, до закінчення сезону 2017—2018. У складі «Веллінгтон Фенікс» фіджійський футболіст грав до 2019 року, а з 18 червня 2019 року перейшов до складу команди Індійської суперліги АТК. У складі команди став переможцем суперліги в сезоні 2019—2020 років. Після об'єднання команди з іншим клубом з Колкати «Мохун Баган» та створення об'єднаного клубу «АТК Мохун Баган» фіджійський індієць став виступати за новий об'єднаний клуб Індійської суперліги. У 2022 році Рой Крішна перейшов до іншого клубу Індійської суперліги «Бенгалуру». У складі команди в 2022 році Крішна став володарем Кубка Дюранда.

## Виступи за збірну
У 2007 році Рой Крішна був запрошений до складу молодіжної збірної Фіджі для виступів на молодіжному чемпіонаті Океанії з футболу. На цьому турнірі фіджійська збірна зайняла друге місце, а Рой Крішна став кращим бомбардиром турніру, забивши у 5 проведених матчах 7 м'ячів.
У 2008 році футболіст запрошувався до складу молодіжної збірної Фіджі (до 23 років), та зіграв у її складі 5 матчів, візначившись у них 3 забитими м'ячами.
25 серпня 2007 року Рой Крішна дебютував у національній збірній Фіджі у матчі полінезійської групи Тихоокеанських ігор проти збірної Тувалу, у якому фіджійці виграли із рахунком 16-0, та зумів відзначитись у дебютному за національну збірну матчі хет-триком. Рой Крішна брав участь у майже усіх (11 із 12 матчів) відбіркового турніру до чемпіонату світу 2010 року в зоні Океанії, пропустивши лише одну гру зі збірною Таїті.
У 2010 році Рой Крішна також викликався до національної збірної з футзалу, яка брала участь у чемпіонаті Океанії з футзалу.
16 липня 2016 року Рой Крішна був включений до складу олімпійської збірної Фіджі для участі в Олімпійських іграх у Ріо-де-Жанейро як один із трьох футболістів, чий вік перевищує 23 роки, разом із Сімеоне Таманісау та Алвіном Сінгхом. Хоча фіджійська збірна виступила невдало, зазнавши трьох великих поразок, саме Крішна забив єдиний м'яч збірної на турнірі у матчі зі збірною Мексики.

### Матчі та м'ячі за збірну
| Дата       | Місто       | Господарі          | Результат | Гості             | Турнір                  | Голи | Примітки |
| ---------- | ----------- | ------------------ | --------- | ----------------- | ----------------------- | ---- | -------- |
| 25/08/2007 | Апіа        | Тувалу             | 0 – 16    | Фіджі             | Тихоокеанські ігри 2007 | 3    |          |
| 27/08/2007 | Апіа        | Фіджі              | 4 – 0     | Острови Кука      | Тихоокеанські ігри 2007 | -    |          |
| 03/09/2007 | Апіа        | Фіджі              | 1 – 1     | Нова Каледонія    | Тихоокеанські ігри 2007 | -    |          |
| 05/09/2007 | Апіа        | Вануату            | 0 – 3     | Фіджі             | Тихоокеанські ігри 2007 | 1    |          |
| 07/09/2007 | Апіа        | Нова Каледонія     | 1 – 0     | Фіджі             | Тихоокеанські ігри 2007 | -    |          |
| 17/10/2007 | Лаутока     | Фіджі              | 0 – 2     | Нова Зеландія     | Кубок націй ОФК 2008    | -    |          |
| 17/11/2007 | Мба         | Фіджі              | 3 – 3     | Нова Каледонія    | Кубок націй ОФК 2008    | -    |          |
| 21/11/2007 | Нумеа       | Нова Каледонія     | 4 – 0     | Фіджі             | Кубок націй ОФК 2008    | -    |          |
| 06/09/2008 | Мба         | Фіджі              | 2 – 0     | Вануату           | Кубок націй ОФК 2008    | -    |          |
| 10/09/2008 | Порт-Віла   | Вануату            | 2 – 1     | Фіджі             | Кубок націй ОФК 2008    | -    |          |
| 19/11/2008 | Лаутока     | Фіджі              | 2 – 0     | Нова Зеландія     | Кубок націй ОФК 2008    | 2    |          |
| 17/08/2011 | Тавуа       | Фіджі              | 3 – 0     | Самоа             | товариський матч        | 1    |          |
| 18/08/2011 | Сува        | Фіджі              | 5 – 1     | Самоа             | товариський матч        | 3    |          |
| 27/08/2011 | Буларі      | Таїті              | 0 – 3     | Фіджі             | Тихоокеанські ігри 2011 | -    |          |
| 30/08/2011 | Буларі      | Фіджі              | 9 – 0     | Кірибаті          | Тихоокеанські ігри 2011 | 3    |          |
| 03/09/2011 | Буларі      | Фіджі              | 4 – 1     | Острови Кука      | Тихоокеанські ігри 2011 | 1    |          |
| 09/09/2011 | Нумеа       | Таїті              | 2 – 1     | Фіджі             | Тихоокеанські ігри 2011 | -    |          |
| 02/06/2012 | Хоніара     | Нова Зеландія      | 0 – 1     | Фіджі             | Кубок націй ОФК 2012    | -    |          |
| 04/06/2012 | Хоніара     | Соломонові Острови | 0 – 0     | Фіджі             | Кубок націй ОФК 2012    | -    |          |
| 06/06/2012 | Хоніара     | Фіджі              | 0 – 0     | Папуа Нова Гвінея | Кубок націй ОФК 2012    | -    |          |
| 10/11/2015 | Порт-Віла   | Вануату            | 2 – 1     | Фіджі             | товариський матч        | 1    |          |
| 28/05/2016 | Порт-Морсбі | Фіджі              | 1 – 3     | Нова Зеландія     | Кубок націй ОФК 2016    | 1    |          |
| 31/05/2016 | Порт-Морсбі | Соломонові Острови | 0 – 1     | Фіджі             | Кубок націй ОФК 2016    | 1    |          |
| 04/06/2016 | Порт-Морсбі | Вануату            | 3 – 2     | Фіджі             | Кубок націй ОФК 2016    | 1    |          |
| 27/06/2016 | Наді        | Фіджі              | 1 – 1     | Малайзія          | товариський матч        | 1    |          |
| Усього     |             | Матчів             | 25        |                   | Голів                   | 19   |          |

## Титули та досягнення
- Чемпіон Фіджі (1):

«Лабаса»: 2007
- Чемпіон Нової Зеландії (5):

«Уайтакере Юнайтед»: 2007–08, 2009–10, 2010–11, 2011–12, 2012–13
- Володар Кубку Нової Зеландії (1):

«Окленд Сіті»: 2013
- Переможець Ліги чемпіонів ОФК (1):

«Уайтакере Юнайтед»: 2007—2008
- Бронзовий призер Кубка націй ОФК: 2008
- Найкращий бомбардир чемпіонату Нової Зеландії: 2012—13
- Переможець Індійської суперліги (1):

АТК: 2019—2020